# Médecine du travail (spécialité médicale en France)
Pour l’article homonyme, voir Médecine du travail.
Ne doit pas être confondu avec Santé au travail en France.
La médecine du travail est une spécialité médicale en France.

## Formation
Le médecin du travail est un médecin spécialisé en pathologie professionnelle et hygiène industrielle.
L'accès à la spécialité comporte actuellement une voie diplômante, l'internat, et une voie de requalification à l'intention des médecins déjà diplômés d'autres spécialités, le statut de collaborateur médecin.
L'internat se compose de 8 semestres de stages et d'enseignements théoriques suivant le tronc commun des 6 premières années de médecine (premier et deuxième cycles), et aboutit à la délivrance du DES de médecine du travail. L'accès à l'internat se fait :
- soit par la voie des épreuves classantes nationales (153 postes ouverts en 2012), suivies d'un internat de 4 années de formation théorique et pratique (dont 2 années de stages hors médecine du travail : pneumologie, médecine interne, etc.).
- soit par la voie d'un concours européen de l'internat spécial (ouvert aux docteurs en médecine ayant 3 ans d'expérience professionnelle), suivi d'un internat de 2 ans limité aux stages de médecine du travail et de pathologie professionnelle.

La qualification de médecine du travail peut également être acquise par reconversion professionnelle via un poste de collaborateur médecin dans un service de santé au travail. Il s'agit d'un statut spécifique, qui peut aboutir après quelques années de formation pratique et théorique à une requalification en médecine du travail par l'Ordre des médecins.
Il est également à noter que l'Institut national de médecine agricole délivre un diplôme permettant l'exercice de la médecine du travail agricole (au sein de la Mutualité sociale agricole).
Le médecin du travail peut également avoir suivi des formations complémentaires : en ergonomie, toxicologie, psycho-dynamique du travail, épidémiologie, radioprotection, médecine aérospatiale, etc.

## Déontologie
- Le médecin du travail est soumis au secret médical conformément au Code Pénal (article 226-13), au Code de la santé publique (article L.1110-4), au code de déontologie (article 4). Par exemple, les avis d'aptitude qu'il émet, ainsi que les suggestions d'aménagement de poste, ne doivent faire aucune mention de la ou des maladie(s) dont souffre le salarié en question.
- Le médecin du travail est soumis au secret de fabrication conformément à l'article L. 1227-1 du code du travail.
- Quel que soit l'environnement où il opère, son indépendance professionnelle est garantie par la Loi et par la déontologie médicale.

## Médecin du travail des salariés du régime général
Le rôle du médecin du travail (en ce qui concerne les salariés du privé relevant du Code du travail) est exclusivement préventif hormis les cas d'urgence. Il consiste à « éviter toute altération de la santé des travailleurs du fait de leur travail notamment en surveillant leurs conditions d'hygiène au travail, les risques de contagion et leur état de santé » (Code du travail - Article L. 4622-3) et donc aussi à limiter le risque d'accident du travail. Le médecin du travail doit également promouvoir la santé au sens large au sein de l'entreprise, par exemple en pratiquant des vaccinations non liées aux risques professionnels au sens strict.
Le médecin du travail est le conseiller du chef d'entreprise, des travailleurs, des représentants du personnel, du comité d'hygiène de sécurité et des conditions de travail (CHSCT). Ses conseils peuvent porter sur l'amélioration des conditions de vie et de travail dans l'entreprise, l'adaptation des postes, des techniques et des rythmes de travail à la physiologie du corps humain, la protection des salariés contre les nuisances, notamment les risques d'accidents du travail ou l'utilisation de produits dangereux (article R. 4623-1).
Pour cela ses activités sont réparties entre des examens médicaux (dont certains donnent lieu à une décision d'aptitude au poste), la mise à jour et l'entretien de dossiers médicaux et documents médico-administratifs (fiches d'entreprises, fiche de postes, etc.), et des actions en milieu de travail qui doivent représenter au moins un tiers de son temps de travail effectif et pour cette raison désignée par l'expression « tiers temps » : visites d'entreprises, évaluation des risques professionnels, propositions d'aménagement de poste, etc. Les actions de prévention mises en place par le médecin du travail peuvent concerner une situation individuelle ou revêtir un aspect collectif.
Le code du travail a été modifié par la loi n°2011-867 du 20 juillet 2011 en vue de transférer aux services de santé au travail les missions dévolues jusqu'ici aux seuls médecins du travail. Ce transfert est cependant limité aux entreprises ayant recours à un service interentreprises.  Depuis le 1er juillet 2012, ce transfert est décrit par le code du Travail dans son article  R.4623-14 du code du travail  :
"le médecin du travail assure personnellement l'ensemble de ses fonctions, dans le cadre des missions définies à l'article R.4623-1 du Code du travail. Elles sont exclusives de toute autre fonction dans les établissements dont il a la charge et dans le service interentreprises dont il est salarié.
toutefois, il peut confier certaines activités, sous sa responsabilité, dans le cadre de protocoles écrits, aux infirmiers, aux assistants de service de santé au travail ou, lorsqu'elle est mise en place, aux membres de l'équipe pluridisciplinaire. Pour les professions dont les conditions d'exercice relèvent du Code de la santé publique, ces activités sont exercées dans la limite des compétences respectives des professionnels de santé déterminées par les dispositions de ce code." . 
Il établit un Rapport annuel d’activité remis soit au Comité d'entreprise ou d'établissement compétent (pour les services  autonomes) ; soit au Conseil d'administration et, selon le cas, au comité interentreprises ou à la commission de contrôle : pour les services interentreprises. Ce rapport est rendu avant la fin du 4e mois suivant l'année pour laquelle le rapport a été établi. L'employeur ou le président du service de santé au travail en prend connaissance et a un mois pour en transmettre un exemplaire au directeur régional des entreprises, de la concurrence, de la consommation, du travail et de l'emploi (DIRECCTE) et au médecin inspecteur du travail (MIRT), avec d'éventuelles remarques faites par l'organe de surveillance. Dans les organisations de plus de trois cents salariés, ce rapport annuel est propre à l'entreprise et communiqué au comité d'entreprise (CE) et au CHSCT, et de même pour les établissements plus petits si le comité intéressé le demande.

### Lieux d'exercice
Le médecin du travail exerce à titre salarié dans un service de santé au travail qui peut être :
- un service d'entreprise, d'établissement, ou inter-établissements, quand l'ensemble en question (entreprise, établissement, ou plusieurs établissements d'une même entreprise) représente plus de 500 salariés uniquement ;
- un service interentreprises, qui a la forme d'une association à but non lucratif (au fonctionnement régi par le Code du travail) ;

Les services interentreprises sont responsables du suivi en santé au travail de 90 % des salariés du régime général. Ils sont organisés en secteurs, géographiques ou professionnels. Chaque médecin est affecté à un secteur.

### Statut et contrôle
Le contrat de travail du médecin du travail doit garantir son indépendance professionnelle. Il est soumis pour avis au Conseil départemental de l'Ordre des médecins.
À cette fin, il bénéficie également d'autres protections définies dans le Code du travail.
Son licenciement est soumis à l'autorisation de l'inspection du travail, après avis favorable du comité d'entreprise (service autonome) ou de la commission de contrôle (service  interentreprises), de même que le non-renouvellement de son CDD, la rupture conventionnelle, etc.
Son changement d'affectation est soumis à l'approbation des mêmes instances.

### Rôle et missions du médecin du travail
Ce rôle est exclusivement préventif (Il ne pratique pas la médecine de clientèle courante  et ne réalise pas, sauf urgences, de soins). Il consiste à éviter toute altération de la santé des travailleurs du fait de leur travail, notamment en surveillant leurs conditions d'hygiène au travail, les risques de contagion et leur état de santé. 
Le code du travail liste ses domaines d'intervention ; il prévoit que ses missions sont assurées à travers des actions sur le milieu de travail (auxquelles il doit consacrer au moins un tiers de son temps de travail,) et la réalisation d'examens médicaux. 
La réforme de 2011 a attribué de nouvelles compétences au médecin du travail :
- conseil en matière d'adaptation des postes, des techniques et des rythmes de travail à « la santé physique et mentale, notamment en vue de préserver le maintien dans l'emploi des salariés »;
- conseils sur la protection des travailleurs contre les risques «d'exposition à des agents chimiques dangereux».
- conseils à l'employeur visant à la préservation de la santé des travailleurs.

L'action du médecin du travail s'organise autour de trois axes. 

#### L'action sur le milieu de travail (tiers temps)
Par son intervention sur le milieu de travail, le médecin du travail apporte son expertise à l'employeur ainsi qu'aux salariés et à leurs représentants, en les renseignant sur la nature des risques qu'il a identités, en proposant des actions correctrices des conditions de travail. 
Dans les S.S.T.I., c'est avec les autres membres de l'équipe pluridisciplinaire, dont il assure l'animation et la coordination, qu'il mène les actions sur le milieu de travail. 
Dans les services autonomes de santé au travail, le médecin du travail mène des actions de prévention en coordination avec l'employeur, les représentants des salariés et les préventeurs extérieurs.
- fiche d'entreprise : elle décrit, pour chaque entreprise, les risques professionnels présents et le nombre de salariés exposés.  Elle est transmise à l'employeur. Sa présentation au CHSCT de l'entreprise concernée est obligatoire,
- campagnes d'informations,
- visites des lieux de travail,
- étude des postes de travail,
- mesures métrologiques,
- participation aux CHSCT,
- enquêtes épidémiologiques,
- hygiène des locaux et des services de restauration de l'entreprise,
- formation des sauveteurs-secouristes du travail,
- rédaction du contenu de la trousse de pharmacie de l'entreprise,
- actions figurant dans le projet pluriannuel du service et/ou dans le C.P.O.M., ou dans son propre programme de travail,
- propositions et préconisations transmises à l'employeur[14],
- réponses aux saisines des employeurs[15].

Ces missions recoupent ce qui est communément appelé "tiers-temps", car le médecin du travail doit y consacrer au minimum un tiers de son temps de travail. Elles sont définies (liste non exhaustive) à l'article R. 4624-1 du Code du travail.
Pour ce faire, le médecin du travail a librement accès aux lieux de travail des entreprises dont il a la charge.

#### Le suivi individuel de l'état de santé du salarié
Le suivi individuel de l'état de santé du salarié constitue une compétence propre du médecin du travail. Son déroulement est consigné dans un dossier médical en santé au travail propre à chaque salarié, alimenté par les observations faites par le médecin à l'issue de chaque examen, et comportant les fiches d'aptitude et les fiches d'exposition du salarié. Ce dossier est confidentiel et répond aux exigences du Code de la santé publique.
Grâce à ses décisions et aux conseils de prévention qu'il délivre dans le cadre du suivi médical individuel des salariés, le médecin du travail contribue à la protection individuelle de la santé des travailleurs. Le suivi individuel permet le dépistage de maladies, en particulier de maladies professionnelles ou à caractère professionnel, et favorise la traçabilité des expositions professionnelles. Le médecin du travail peut demander des examens complémentaires ou des avis spécialisés s'il l'estime nécessaire.
Les examens médicaux effectués par le médecin du travail ont lieu sur le temps de travail ou, à défaut, sont rémunérés comme tels. Ils sont à la charge de l'employeur. Dans les entreprises de plus de 200 salariés, ces examens doivent avoir lieu sur le lieu de travail, dans un local adapté, sauf dérogation accordée par l'inspection du travail.
Le suivi médical concerne tous les salariés, y compris les travailleurs temporaires. Des modalités spécifiques sont en place concernant certaines professions, notamment les VRP, mannequins et travailleurs à domicile.
La réalisation effective des visites systématiques (embauche, périodique, systématiques) relève de l'obligation de sécurité de résultat de l'employeur en matière de prévention des risques. Inversement, le salarié est obligé de réaliser les visites médicales, le refus étant assimilable à une faute grave.

##### Types d'examens médicaux
Les examens médicaux ou « visites » sont réglementés et se répartissent en plusieurs catégories :
- visite d'embauche : il s'agit de l'examen médical initial du salarié. Elle a lieu obligatoirement avant la fin de la période d'essai ou, pour les postes relevant d'une surveillance médicale renforcée (cf. infra), avant l'embauche (prise de poste). Sous certaines conditions, la visite d'embauche peut ne pas avoir lieu (embauche à un poste identique, dans un délai de 12 mois, ou de 24 mois si le salarié est réembauché par la même entreprise, à condition que le salarié soit en possession de la fiche d'aptitude la plus récente et qu'aucune inaptitude n'ait été constatée dans les 6 mois précédents). Cette dispense ne peut s'appliquer aux salariés relevant d'une surveillance médicale renforcée.
- visite périodique : il s'agit d'un examen médical régulier. Sa fréquence ne peut dépasser deux ans, sauf si des actions pluridisciplinaires et des entretiens infirmiers de prévention ont été mis en place. Cependant, la fréquence maximale de deux ans reste applicable quoi qu'il arrive aux salariés relevant d'une surveillance médicale renforcée. Les textes prévoient également une visite périodique tous les 6 mois pour les travailleurs de nuit, sans possibilité de dérogation.
- visite de pré-reprise : elle a lieu à la demande du médecin traitant, du médecin-conseil,ou du salarié, pendant un arrêt maladie durant plus de 3 mois. Elle vise à préparer la reprise du travail. Elle ne peut donner lieu à l'établissement d'une fiche d'aptitude ou d'inaptitude.
- visite de reprise : Elle est obligatoire à l'issue d'un arrêt de travail de 30 jours ou plus pour maladie non professionnelle ou accident de travail, d'un congé maternité, et de tout arrêt de travail pour maladie professionnelle. Elle doit avoir lieu dans les 8 jours qui suivent la reprise. Seule la visite de reprise met un terme à la suspension du contrat de travail du fait de l'arrêt de travail ou du congé maternité.
- visite à la demande du salarié ou de l'employeur : Le salarié ou l'employeur peuvent à tout moment demander un examen médical du salarié par le médecin du travail. Un salarié ne peut être sanctionné pour en avoir fait la demande.

##### Surveillance médicale renforcée
La surveillance médicale renforcée (article R. 4624-18 et R. 4624-19 du Code du travail) concerne les salariés :
- soit en raison de leur statut personnel : jeunes travailleurs (moins de 18 ans), femmes enceintes, travailleurs handicapés
- soit en raison de risques professionnels spécifiques auxquels ils sont exposés : plomb, amiante, rayonnements ionisants, bruit, vibration, milieu hyperbare, agents cancérogènes, mutagènes ou reprotoxiques, certains agents biologiques.

Le médecin du travail apprécie en toute indépendance les modalités adéquates de cette surveillance médicale renforcée.

##### Décisions d'aptitude
Afin de protéger la santé des salariés (voir aussi harcèlement moral), le médecin du travail (et lui seul) détermine leur aptitude à occuper leur poste de travail. Cette décision survient à l'issue de toutes les visites, à l'exception de la visite de pré-reprise, le médecin du travail ne pouvant statuer sur l'aptitude pendant un arrêt de travail.
Le cas échéant, le médecin du travail peut prescrire tout type d'examen complémentaire ou demander tout type d'avis spécialisé pour rendre son avis. Il peut consulter le médecin-inspecteur du travail avant de rendre sa décision.
Il peut ainsi conclure à : l'aptitude, l'aptitude avec restrictions ou recommandations, l'inaptitude temporaire ou l'inaptitude définitive.
En cas d'inaptitude temporaire, le salarié est invité à consulter son médecin traitant qui prescrira un arrêt de travail.
L'inaptitude définitive au poste de travail, régie par l'article R. 4624-31 du Code du travail, ne peut être constatée qu'après deux examens par le médecin du travail espacés de deux semaines au moins, une étude de poste et une étude des conditions de travail dans l'entreprise. En cas d'inaptitude définitive au poste de travail, un reclassement dans l'entreprise doit être recherché par l'employeur. L'inaptitude définitive peut être prononcée à l'issue d'un seul examen par le médecin du travail en cas de danger immédiat, ou si une visite de pré-reprise a eu lieu dans les 30 jours précédents. L'avis d'inaptitude doit mentionner les capacités restantes ou les contre-indications éventuelles.
À la suite d'une décision d'inaptitude définitive, l'employeur dispose d'un délai d'un mois pour proposer au salarié un reclassement. À l'issue de cette période, il doit reprendre le versement du salaire. Cette période d'un mois ne donne lieu à aucune rémunération pour le salarié inapte. Cependant, si l'inaptitude constatée découle d'un accident du travail ou d'une maladie professionnelle (ce que le médecin du travail doit attester par écrit), il peut bénéficier de l'indemnité temporaire d'inaptitude.
Il est à noter que la distinction entre aptitude et inaptitude est stricte : en aucun cas, un employeur ne peut tirer d'un avis d'aptitude, même comportant des restrictions nombreuses, les conséquences d'un avis d'inaptitude, y compris la possibilité du licenciement.
À défaut de reclassement, le salarié peut être licencié. L’article L. 1226-14 du Code du travail dispose cependant qu’un salarié inapte licencié qui a refusé un poste de reclassement a droit à une indemnité de préavis, ainsi qu’à l’indemnité spéciale de licenciement sauf si ce refus est abusif. Or, même après avis d'inaptitude, le salarié a droit de refuser un reclassement induisant un changement du contrat de travail (un salarié à plein temps peut ainsi refuser un reclassement en temps partiel, même si celui-ci est préconisé par le médecin) .
Il est également à noter que le licenciement peut être jugé sans cause réelle et sérieuse si l'inaptitude est le fait d'un comportement fautif de l'employeur, voire il peut être jugé nul si l'inaptitude fait suite à un harcèlement moral.
L'avis du médecin du travail peut être contesté devant l'inspecteur du travail dans un délai de 2 mois.

##### Recours contre les décisions d'aptitude ou d'inaptitude
Le recours contre les décisions d'aptitude ou d'inaptitude du médecin du travail (articles L. 4624-1 et R. 4624-35 et 4624-36 du Code du travail) a lieu devant l'inspecteur du travail, qui rend sa décision après avis du médecin inspecteur régional du travail, dans un délai de 2 mois. L'inspecteur du travail doit réexaminer entièrement la situation et ne peut se contenter de renvoyer la question au médecin du travail (Conseil d’État, arrêt n°315965 du 20 novembre 2009). Il doit se prononcer sur le fond et pas seulement sur le respect de la procédure par le médecin. Sa décision se substitue à celle du médecin du travail, et est réputée avoir été rendue au jour de l'avis contesté.
Cette saisine de l'inspecteur du travail peut avoir lieu après le licenciement du salarié (Conseil d’État, arrêt n°334834 du 27 juin 2011).
En cas d'annulation d'un avis d'inaptitude, le licenciement qui en a découlé est privé de cause réelle et sérieuse mais non nul, le salarié peut obtenir des dommages et intérêts mais pas sa réintégration dans l'entreprise.
Si le salarié avait été reclassé, l'annulation de l'avis d'inaptitude provoque sa réintégration au poste de travail qu'il occupait précédemment.
L'avis de l'inspecteur du travail est susceptible d'un recours hiérarchique devant le directeur régional du travail et d'un recours en annulation devant le tribunal administratif. Ainsi, c'est le Conseil d’État qui a été amené à préciser le rôle de l'inspecteur du travail dans les contestations des avis du médecin du travail (notamment dans l'arrêt n°315965 du 20 novembre 2009).
L'existence du recours devant l'inspecteur du travail interdit au juge judiciaire, y compris le conseil de prud'hommes, d'apprécier le bien-fondé de l'avis du médecin du travail, ou de le réinterpréter. Le juge ne peut en aucun cas ordonner une expertise pour statuer sur l'aptitude au poste de travail du salarié (Cass soc, arrêt n°85-16121 du 12 mars 1987), ni substituer son appréciation à celle du médecin du travail (Cass soc, arrêt n°93-46633 du 14 janvier 1997), par exemple lors d'une action en dommages-intérêts à la suite d'un licenciement. En revanche, les erreurs commises par le médecin du travail au cours de la procédure de constatation de l'inaptitude engagent la responsabilité civile du service de santé au travail face à l'employeur qui en subirait les conséquences. Par exemple, un service de santé au travail interentreprises a été condamné à indemniser une entreprise ayant licencié un salarié déclaré inapte au décours d'une seule visite, le médecin du travail ayant omis de mentionner l'existence d'un danger immédiat ou la nécessité d'organiser une seconde visite à 15 jours.

##### Distinction entre l'inaptitude et l'invalidité
Le médecin du travail ne statue que sur l'aptitude à un poste de travail bien déterminé, et non sur l'aptitude au travail en général. Ainsi, la notion d'inaptitude et la notion d'invalidité ne se superposent pas :
- un salarié déclaré invalide de 2e catégorie par le médecin-conseil de la Sécurité sociale peut être déclaré apte par le médecin du travail et continuer à exercer une activité salariée
- un salarié déclaré apte au travail par le médecin-conseil peut être déclaré inapte à son poste par le médecin du travail.

##### Distinction entre aptitude au poste de travail et aptitude sécuritaire
Certaines catégories de salariés sont soumises, en sus de leur suivi par la médecine du travail de droit commun, à d'examens médicaux réguliers pour estimer leur aptitude dans un sens sécuritaire, du fait de leur poste de travail ou de leur métier. On peut citer :
- l'examen médical des titulaires de permis de conduire poids lourd,
- l'examen des personnels navigants (pilotes, hôtesses et stewards) au centre d'expertise médicale du personnel navigant,
- l'examen des salariés affectés à des postes de sécurité sur le réseau ferré.

#### Les autres activités
- veille sanitaire,
- participation aux études, recherches et enquêtes, en particulier à caractère épidémiologique autres que celles menées dans le cadre de son action sur le milieu de travail,
- participation aux instances de consultation,
- élaboration du rapport annuel d'activité: il résume l'activité du médecin du travail. Un rapport d'activité spécifique doit être établi pour chaque entreprise de plus de 200 salariés. Ce rapport est présenté, pour information, aux représentants du personnel en Comité d'entreprise (ou d'établissement) et en CHSCT, avant la fin du mois d'avril de l'année suivante[18]

### Animation et coordination de l'équipe pluridisciplinaire
Depuis la réforme de 2011, le médecin du travail « anime et coordonne l'équipe pluridisciplinaire »  du service de santé au travail interentreprises, équipe composée des médecins du travail, des IPRP et des infirmiers ; elle peut être complétée par des assistants de SST et d'autres professionnels recrutés après avis des médecins du travail. 
C'est néanmoins le service de santé au travail interentreprises qui détermine, sous le contrôle du DIRECCTE, les professionnels à recruter pour satisfaire ses objectifs, selon les caractéristiques des différents secteurs. 
C'est désormais l'équipe pluridisciplinaire qui assure les missions du Service de santé au travail interentreprises, définies par l'article L4622-2 du code du travail et précisées par le projet pluriannuel de service et le CPOM, à travers les actions collectives en milieu de travail et les actions individuelles de suivi de l'état de santé des salariés.
L'équipe pluridisciplinaire intervient dans chacun des secteurs qui relèvent de sa compétence. 
L'agrément fixe l'effectif maximal de travailleurs suivi par équipe pluridisciplinaire, et non plus par médecin du travail.

## Autres régimes
La prévention des risques professionnels obéit à d'autres règles pour les autres catégories de travailleurs.

### Régime agricole
Les salariés du régime agricole sont suivis en médecine du travail par la Mutualité sociale agricole (MSA), qui joue à la fois le rôle de service de médecine préventive et d'organisme de sécurité sociale des risques professionnels (alors que ces deux missions relèvent, pour les salariés du régime général, de services de santé au travail et des CARSAT, qui sont bien distincts).

### Fonction publique
Dans les trois fonctions publiques, la médecine du travail porte un autre nom :
- Fonction publique d'État : par analogie avec la FTP, on parle aussi de médecine du travail,
- Fonction publique territoriale : le décret n°2022-551 du 13 avril 2022 relatif aux services de médecine de prévention dans la fonction publique territoriale modifie le décret n°85-603 du 10 juin 1985 relatif à l'hygiène et à la sécurité du travail ainsi qu'à la médecine professionnelle et préventive dans la fonction publique territoriale  afin de répondre aux différents enjeux auxquels sont désormais confrontés les services de médecine préventive. Il est entré en vigueur le 16 avril 2022, à l’exception des dispositions du deuxième alinéa de l’article 13 du décret n°85-603 du 10 juin 1985 modifié (dispositions relatives aux infirmiers).  Une des principales modifications liées à ce décret : le médecin de prévention devient désormais le médecin du travail.
- Fonction publique hospitalière : médecine du travail du personnel hospitalier (MTPH).

Dans les trois cas, le médecin du travail ne se prononce pas sur l'aptitude à la fonction, qui relève du médecin agréé. La notion d'aptitude au poste de travail, elle, relève du comité médical. Les médecins de médecine préventive de la fonction publique ne se prononcent sur l'aptitude au poste qu'à titre consultatif, leur décision ne s'imposant pas à l'administration, sauf dans la fonction publique hospitalière.
Régime minier
En France, ce régime a pris fin en 2010-2011. Les salariés encore en activité en bénéficient encore ainsi que les retraités. Depuis cette date, les salariés embauchés dans les secteurs concernés sont au régime général.
Le régime va s’éteindre faute d’assurés.
Ce régime offre aux assurés certains avantages au niveau du travail et de la prise en charge.